# Lunar Vacation
 (janvier 2024).
Lunar Vacation est un groupe américain de rock indépendant, originaire d'Atlanta, en Géorgie. Le groupe est composé de Grace « Gep » Repasky, au chant, Maggie Geeslin, à la guitare, Matteo DeLurgio, au clavier et diverses percussions, et Connor Dowd, à la batterie.
Les différents morceaux du groupe sont disponibles sur la plupart des plateformes de streaming traditionnel ainsi que la plateforme d'achat et de streaming de musique indépendante Bandcamp.

## Histoire
Lunar Vacation sort son premier EP en 2017 intitulé Swell. Le groupe sort son deuxième EP, Artificial Flavors, en 2018. En 2021, le groupe sort son premier album complet via Keeled Scales intitulé Inside Every Fig Is A Dead Wasp,,. L'album est produit par Daniel Gleason de Grouplove. En octobre 2022, la version démo (intitulée Fig Demo) de leur premier album est publiée sur Bandcamp. Il comporte notamment les titres de productions de chaque chanson de l'album.
Le 23 novembre 2022, Tidal publie un documentaire de 13 minutes à propos du groupe sur YouTube dans le cadre de son programme Tidal Rising.

## Discographie

### Singles
- 2017 : Anna (1er juin 2017)
- 2020 : Unlucky (11 mars 2020)
- 2020 : Last Christmas (cover) (21 décembre 2020)
- 2021 : No Offerings (28 janvier 2021)
- 2021 : Shrug (9 juin 2021)
- 2023 : Only You (14 février 2023)
- 2024 : I Wanna Be Sedated (16 avril 2024)
- 2024 : Set the Stage (17 juin 2024)